# Mistrzostwa Europy w Lekkoatletyce 1978 – chód na 20 km mężczyzn
Chód na 20 kilometrów mężczyzn był jedną z konkurencji rozgrywanych podczas XII mistrzostw Europy w Pradze. Został rozegrany 30 sierpnia 1978 roku. Zwycięzcą tej konkurencji został reprezentant Niemieckiej Republiki Demokratycznej Roland Wieser, który ustanowił nieoficjalny rekord świata wynikiem 1:23:12. W rywalizacji wzięło udział dwudziestu dziewięciu zawodników z czternastu reprezentacji.

## Rekordy
| Rekord świata     | Anatolij Sołomin (SUN) | 1:23:30   | Wilno, ZSRR         | 19.07.1978 |
| Rekord Europy     | Anatolij Sołomin (SUN) | 1:23:30   | Wilno, ZSRR         | 19.07.1978 |
| Rekord mistrzostw | Mykoła Smaha (SUN)     | 1:27:20,2 | Helsinki, Finlandia | 10.08.1971 |

## Wyniki

### Finał
| Miejsce | Zawodnik               | Czas      | Uwagi |
| ------- | ---------------------- | --------- | ----- |
| 1       | Roland Wieser          | 1:23:11,5 | CR    |
| 2       | Piotr Poczinczuk       | 1:23:43,0 |       |
| 3       | Anatolij Sołomin       | 1:24:11,5 |       |
| 4       | Boris Jakowlew         | 1:24:27,9 |       |
| 5       | Josep Marín            | 1:24:38,1 |       |
| 6       | Maurizio Damilano      | 1:24:57,5 |       |
| 7       | Hartwig Gauder         | 1:25:15,7 |       |
| 8       | Roberto Buccione       | 1:25:40,9 |       |
| 9       | Bohdan Bułakowski      | 1:25:56,8 |       |
| 10      | Bo Gustafsson          | 1:26:13,5 |       |
| 11      | Gérard Lelièvre        | 1:26:42,3 |       |
| 12      | Alessandro Pezzatini   | 1:26:44,2 |       |
| 13      | Juraj Benčík           | 1:27:47,4 |       |
| 14      | Svetozár Blažek        | 1:27:49,3 |       |
| 15      | Lucien Faber           | 1:29:19,7 |       |
| 16      | Stanisław Rola         | 1:29:22,0 |       |
| 17      | Imre Stankovics        | 1:29:33,3 |       |
| 18      | Štefan Petrík          | 1:30:08,4 |       |
| 19      | Owe Hemmingsson        | 1:30:44,2 |       |
| 20      | Alfons Schwarz         | 1:31:17,6 |       |
| 21      | Roger Mills            | 1:31:52,5 |       |
| 22      | Janczo Kamenow         | 1:32:08,9 |       |
| 23      | Erling Andersen        | 1:32:13,0 |       |
| 24      | Alf Brandt             | 1:32:41,7 |       |
| 25      | Brian Adams            | 1:33:08,2 |       |
| 26      | Amos Seddom            | 1:34:17,8 |       |
| 27      | Knut Arne Strømøy      | 1:36:01,9 |       |
| –       | Dominique Guebey       | DNF       |       |
| –       | Karl-Heinz Stadtmüller | DQ        |       |